# ۶۴ (میلادی)
64 (میلادی) شصت و چهارمین سال تقویم میلادی است.

## رویدادها
بر اساس مکان
امپراتوری روم
- ۱۹ ژوئیه؛ در روم نرون با اتهام شروع آتش سوزی روم به وسیله مسیحیان و توسعه حریق، تعداد زیادی از آنها را به هلاکت رسانید. پیتر که یک نفر ماهیگیر یهودی بود که در سلک هواخواهان مسیح درآمده بود و کارش چوپانی بود، به صلیب کشیده شد.
- پل از اهالی تارسوس که دو سال از عمرش را در زندانی در روم گذرانده بود، در اثر شکنجه و زجر یهودیان به هلاکت رسید.
- درگذشت پطرس (شمعون).بنظر میرسد او در جریان دستگیری مسیحیان توسط رومیان در همان سال کشته شده باشد و در ۶۴ میلادی در رم از دنیا رفت. مقبره وی در زیر کلیسای بزرگ واتیکان قرار گرفته‌است.
- نرون یک برنامه شهرسازی جدید مبتنی بر ایجاد ساختمان‌هایی مزین به رواق‌های مزین، تعریض خیابان‌ها و استفاده از فضاهای باز پیشنهاد می‌دهد. این طرح تا پس از مرگ او در سال ۶۸ میلادی به اجرا در نخواهد آمد.[۱]
- لیون مبلغ زیادی پول برای کمک به بازسازی به روم می‌فرستد. با این حال، در طول زمستان ۶۴-۶۵ میلادی، لیون دچار آتش‌سوزی فاجعه‌باری شد و نرون با ارسال پول به لیون، این کار را تلافی کرد.

آسیا
- کوشان‌ها شهر باستانی تاکسیلا (در پاکستان امروزی) را غارت کردند.

بر اساس موضوع
دین
- رساله اول پطرس که طبق باور سنتی مسیحی از بابل نوشته شده است.
- پولس تیطوس را به عنوان اسقف در کرت ترک می‌کند (تاریخ تقریبی) سپس به آسیای صغیر می‌رود

هنر و علوم
- سنکا برابری همه انسان‌ها، از جمله بردگان، را اعلام می‌کند.

## زادروزها
- ۱۳ سپتامبر - جولیا فلاویا، دختر تیتوس و معشوق برادرش دومیتیان (درگذشته ۹۶ میلادی)

- جولیا آگریکولا، دختر گنائوس جولیوس آگریکولا

- فیلو اهل بیبلوس، مورخ و نویسنده فنیقی (درگذشته ۱۴۱ میلادی)

## درگذشتگان
- ۱۳ اکتبر - پطرس حواری (مارگاریتا گواردوچی، که رهبری تحقیقاتی را که منجر به کشف مجدد مقبره مشهور پطرس در سال ۱۹۶۳ شد، بر عهده داشت، به این نتیجه رسید که پطرس در آن تاریخ، اندکی پس از آتش‌سوزی بزرگ روم و در طول جشن‌هایی که به مناسبت "روز امپراتوری" امپراتور نرون برگزار می‌شد، درگذشت و پطرس و دیگر مسیحیان به افتخار دهمین سالگرد به تخت نشستن نرون در ۱۳ اکتبر سال ۵۴ میلادی به صلیب کشیده شدند.)[۲] (متولد ۱ پیش از میلاد)

- دکیموس جونیوس سیلانوس تورکواتوس، کنسول روم (متولد ۱۶ میلادی)

- پطرس حواری (قدیمی‌ترین تاریخ) (متولد ۵ میلادی)

- یین لیهوا، ملکه چین (متولد ۵ میلادی)